# Mitreo della Planta Pedis
Il Mitreo della Planta Pedis (III, XVII, 2) era un mitreo, luogo di culto del mitraismo, che si trovava nella regio III della città romana di Ostia.

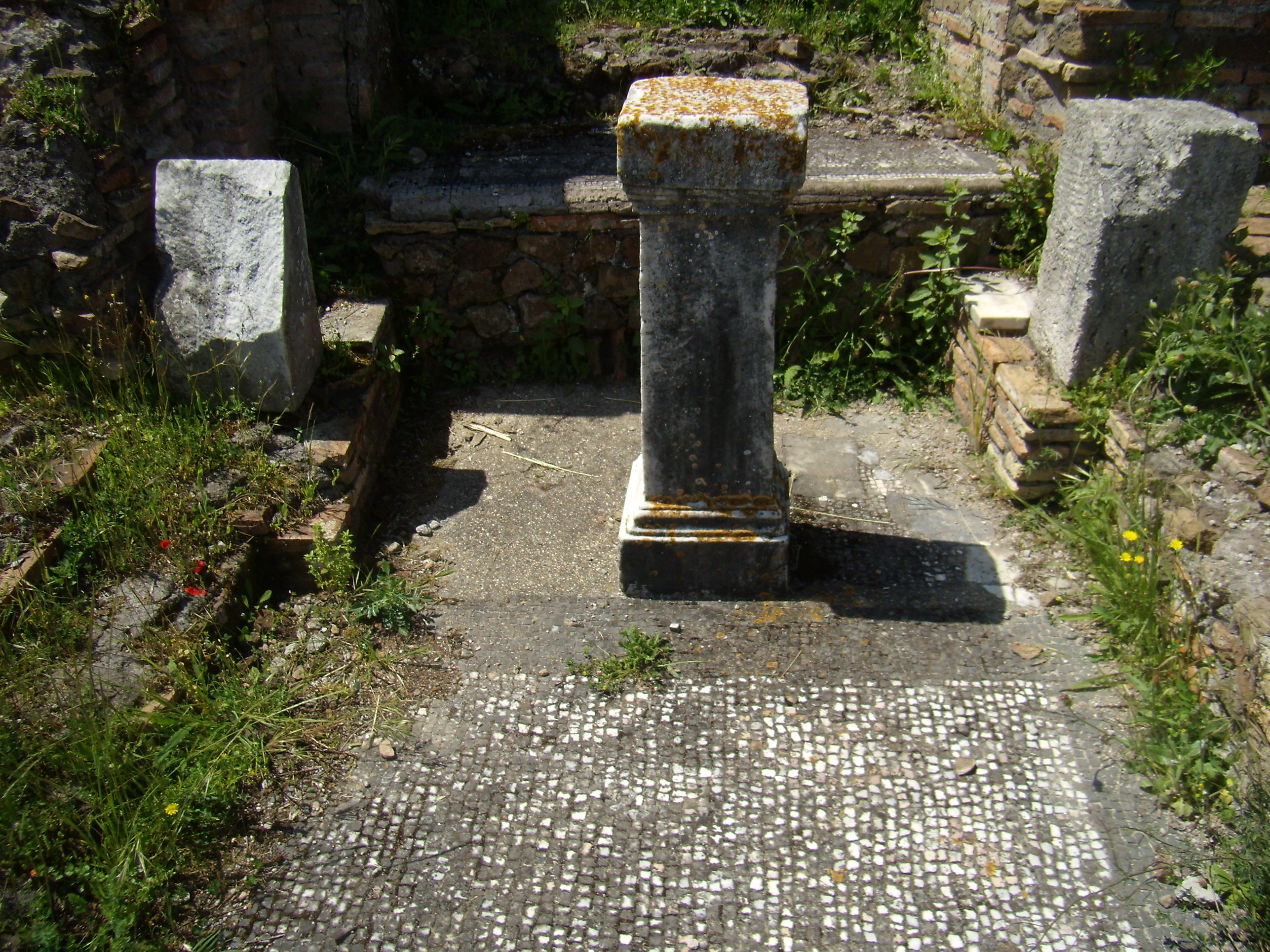
Altare

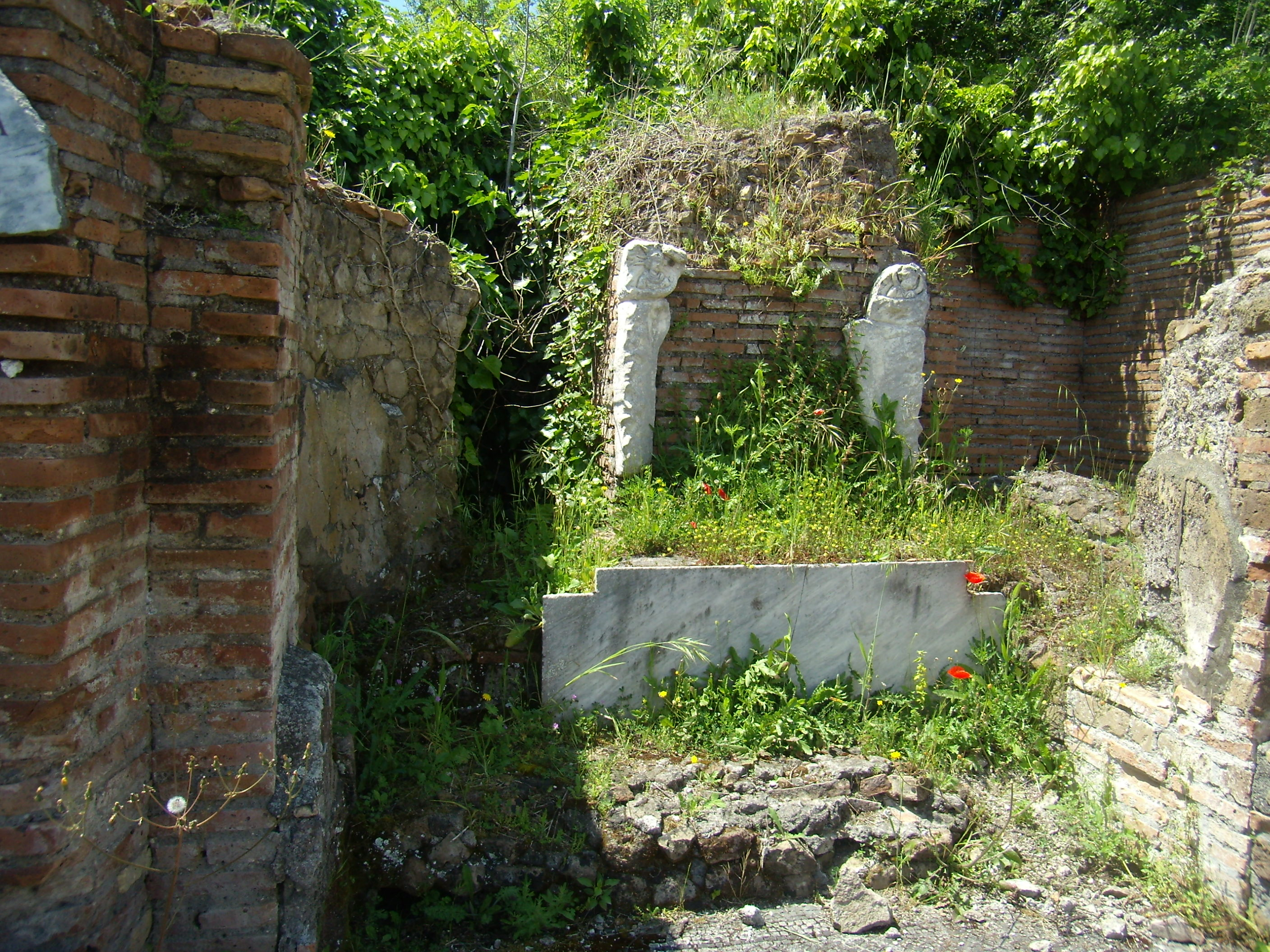
Rilievi di Sol e Luna

## Descrizione
Il mitreo edificato all'inizio del III secolo d.C., che prende il nome dal mosaico (seconda metà del III secolo d.C.) vicino all'ingresso dove sono raffigurati un serpente e un'impronta,  si trova all'interno di un'abitazione di età adrianea; edificato in opus latericium e opus vittatum, è costituito da un'aula a tre navate separate da pilastri. 
In fondo alla sala principale si trova la nicchia di culto, dove ci sono ancora parti dei rilievi, raffiguranti la personificazione di Sol e Luna, che un tempo la ornavano. Di fronte alla nicchia c'era un altare e un semplice mosaico con motivi geometrici. Nella parte mediana tra i pilastri della navata si trovavano piccole panche, alte 0,40 e profonde 0,25, che ancora restano nel lato sinistro della navata, e nel pavimento dell'ingresso alla navata si trova il mosaico con l'impronta del piede di Mitra, su cui gli iniziati appoggiavano il proprio piede. 
Nella navata orientale ci sono alcune vasche e un pozzo, mentre in quella occidentale si trova l'ingresso più ampio del santuario. Nel Mitreo sono state alcune iscrizioni e una moneta dell'iperatore Valeriano, regnante tra il 253 e il 259 d.C., dove sono raffigurati l'imperatore al dritto, e il dio Sol al rovescio.

## Iscrizioni
Sui gradini ai lati dell'altare, realizzati con materiale di re impiego, un rivestimento marmore riporta l'scrizione SILVANO SANCTO SACRVM HERMES M(arci) IVLI EVNICI, Dedicato al sacro Silvano. Ermete, (schiavo di) Marcus Iulius Eunicus. Ermete, colui che fa la dedica alla divinità, doveva essere uno schiavo liberto probabilmente di origine greca.